# Maphumulo (KwaZulu-Natal)
Maphumulo (auch: Mapumulo) ist ein ländlicher Ort in der gleichnamigen Lokalgemeinde Maphumulo, die sich im Distrikt iLembe in der südafrikanischen Provinz KwaZulu-Natal befindet.
Der Ort ist nach dem Mapumulo-Zulu-Volk benannt, das hier ansässig wurde, nachdem es vor König Shaka geflohen war. Das isiZulu-Wort soll „Hort der Ruhe“ oder „Ruheplatz“ bedeuten.

## Söhne und Töchter des Ortes
- Masabalala Yengwa (1923–1987), ANC-Politiker und Weggefährte von Nelson Mandela und Oliver Tambo
- Dominic Joseph Chwane Khumalo (1918–2006), südafrikanischer römisch-katholischer Ordensgeistlicher und Weihbischof in Durban